# Acoyte (Salta)
Acoyte es una pequeña población del departamento Santa Victoria en el extremo noroeste de la provincia de Salta, Argentina.
Se encuentra a 9 km de Santa Victoria Oeste muy cerca del límite con Bolivia.
El 11 de febrero de 1818 se produjo el Combate de Acoyte en el que Bonifacio Ruiz de los Llanos junto a las fuerzas del General Martín Güemes derrotaron a una columna de 200 hombres del ejército realista español del general Olañeta.

## Población
Contaba con 111 habitantes (Indec, 2001), lo que representa un incremento del 40,5% frente a los 79 habitantes (Indec, 1991) del censo anterior.

## Sismicidad
La sismicidad del área de Salta es frecuente y de intensidad baja, y un silencio sísmico de terremotos medios a graves cada 40 años